# In the Halls of Awaiting
In the Halls of Awaiting — це дебютний альбом фінського гурту у стилі мелодійний дез-метал — Insomnium. Альбом вийшов 30 квітня 2002 року лейблом Candlelight Records.

## Список треків
| #     | Назва                      | Тривалість |
| ----- | -------------------------- | ---------- |
| 1.    | «Ill-Starred Son»          | 4:46       |
| 2.    | «Song of the Storm»        | 4:22       |
| 3.    | «Medeia»                   | 4:22       |
| 4.    | «Dying Chant»              | 4:13       |
| 5.    | «The Elder»                | 4:46       |
| 6.    | «Black Waters»             | 5:00       |
| 7.    | «Shades of Deep Green»     | 7:33       |
| 8.    | «The Bitter End»           | 5:08       |
| 9.    | «Journey Unknown»          | 4:32       |
| 10.   | «In the Halls of Awaiting» | 10:55      |
| 55:37 |                            |            |

## Учасники

### Склад гурту
- Нііло Севанен − вокал, бас-гітара
- Вілле Фріман − гітара
- Вілле Ванні − гітара
- Маркус Гірвонен − ударні

### Додаткові музиканти
- Варпу Вахтера — клавішні

### Написання тексту та музики
- Вся музика та слова написані гуртом Insomnium.

### Виробництво
- Мікшування — Ансі Кіппо на студії Astia Studio A.
- Мастеринг — Міка Юссіла на студії Finnvox Studios.

### Дизайн
- Гейкі Кокконен — фотографія
- Сакарі Лунделл — фотознімки гурту
- Вілле Каісла — дизайн буклету та обкладинки
- Оллі-Пекка Сугонен — логотип гурту